# 下幾內亞森林
下幾內亞森林（Lower Guinean forests）是西非沿海的一個热带湿润阔叶林区域，沿几内亚湾东海岸从贝宁东部一直延伸到尼日利亚和喀麦隆。世界自然基金会将下几内亚森林的两个区域指定为全球200优先保护区域。         